# Savez šaha Rusije
Savez šaha Rusije (rus. Федерация шахмат России), (od 1992. do 2019. Ruski šahovski savez, rus. Российская шахматная федерация ), krovno tijelo športa šaha u Rusiji. Član je nacionalnog olimpijskog odbora. Sjedište je u Moskvi, Gogoljevski bulevar, d. 14, str. 1. Osnovan je 15. veljače 1992. godine kao sljednik Šahovskog saveza SSSR. Rusija pripada europskoj zoni 1.6. Predsjednik je Andrej Filatov (ažurirano 17. listopada 2019.).

## Vanjske poveznice
- Savez šaha Rusije
- FIDE Rusija